# Verrières, Ardennes
Verrières är en kommun i departementet Ardennes i regionen Grand Est (tidigare regionen Champagne-Ardenne) i nordöstra Frankrike. Kommunen ligger  i kantonen Le Chesne som ligger i arrondissementet Vouziers. År 2022 hade Verrières 33 invånare.

## Befolkningsutveckling
Antalet invånare i kommunen Verrières
Referens: INSEE